# Ulica Gęsia w Warszawie

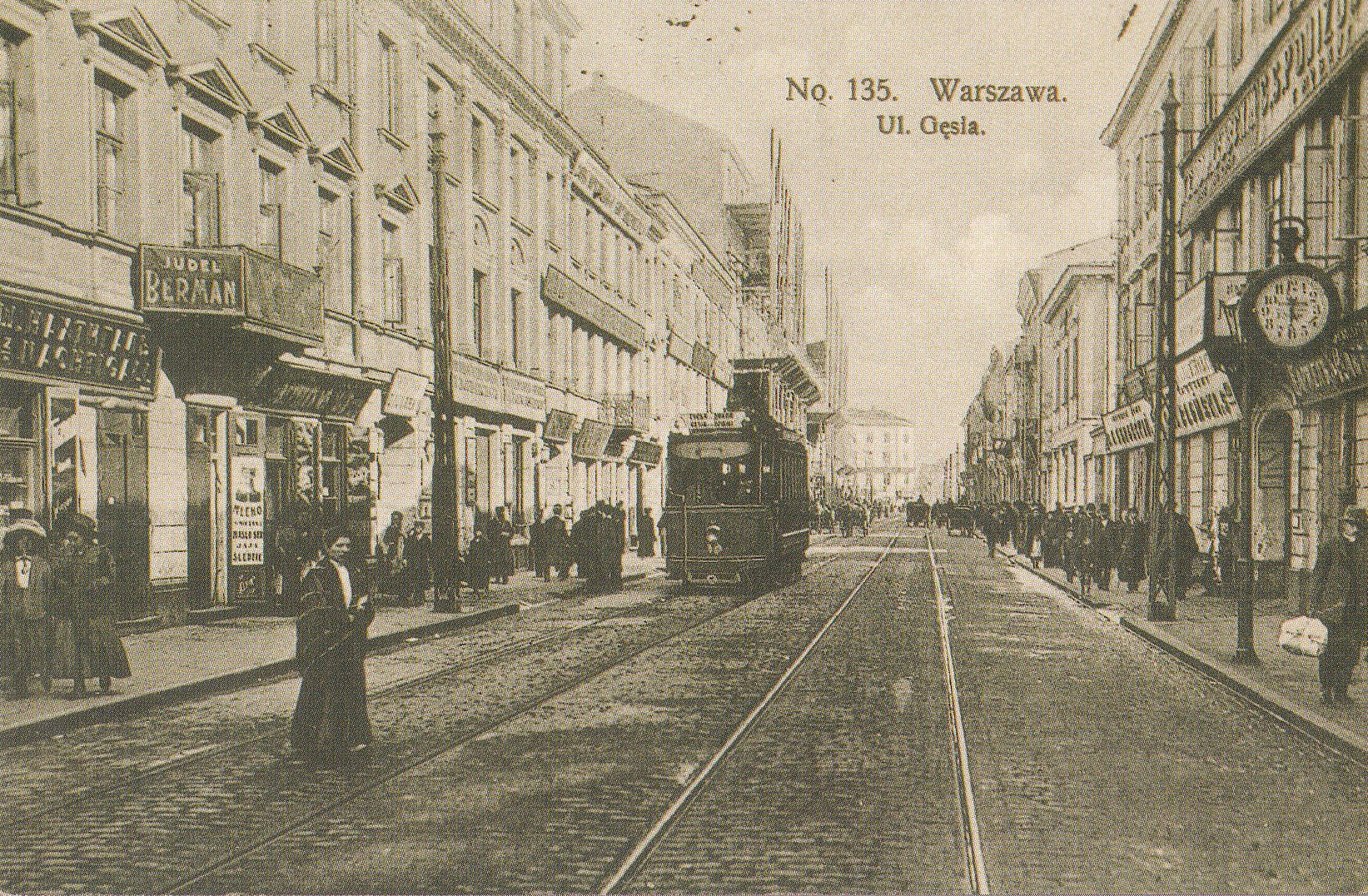
Ulica Gęsia ok. 1908

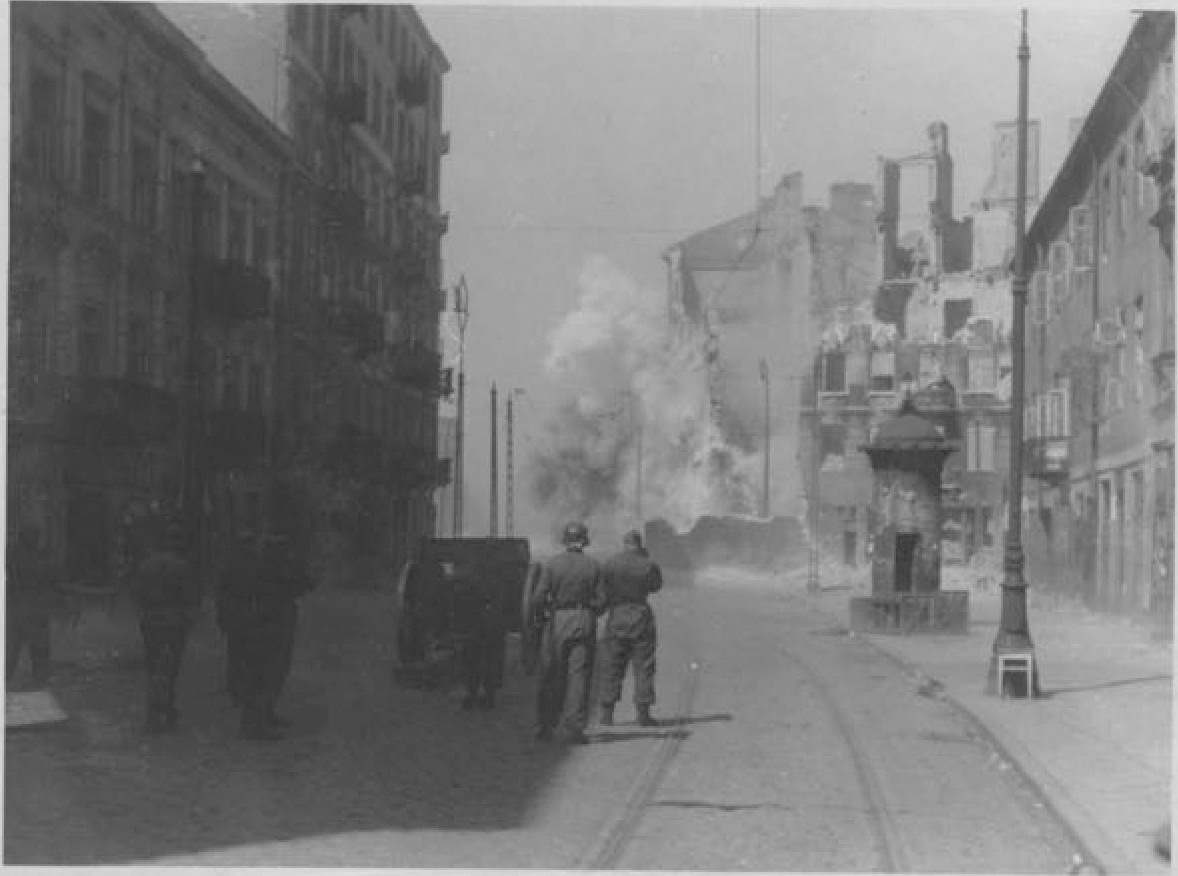
Zdjęcie z 1943 roku. Powstanie w getcie warszawskim, widok z ulicy Zamenhofa w kierunku domu nr 20 stojącym przy skrzyżowaniu z ulicą Gęsią

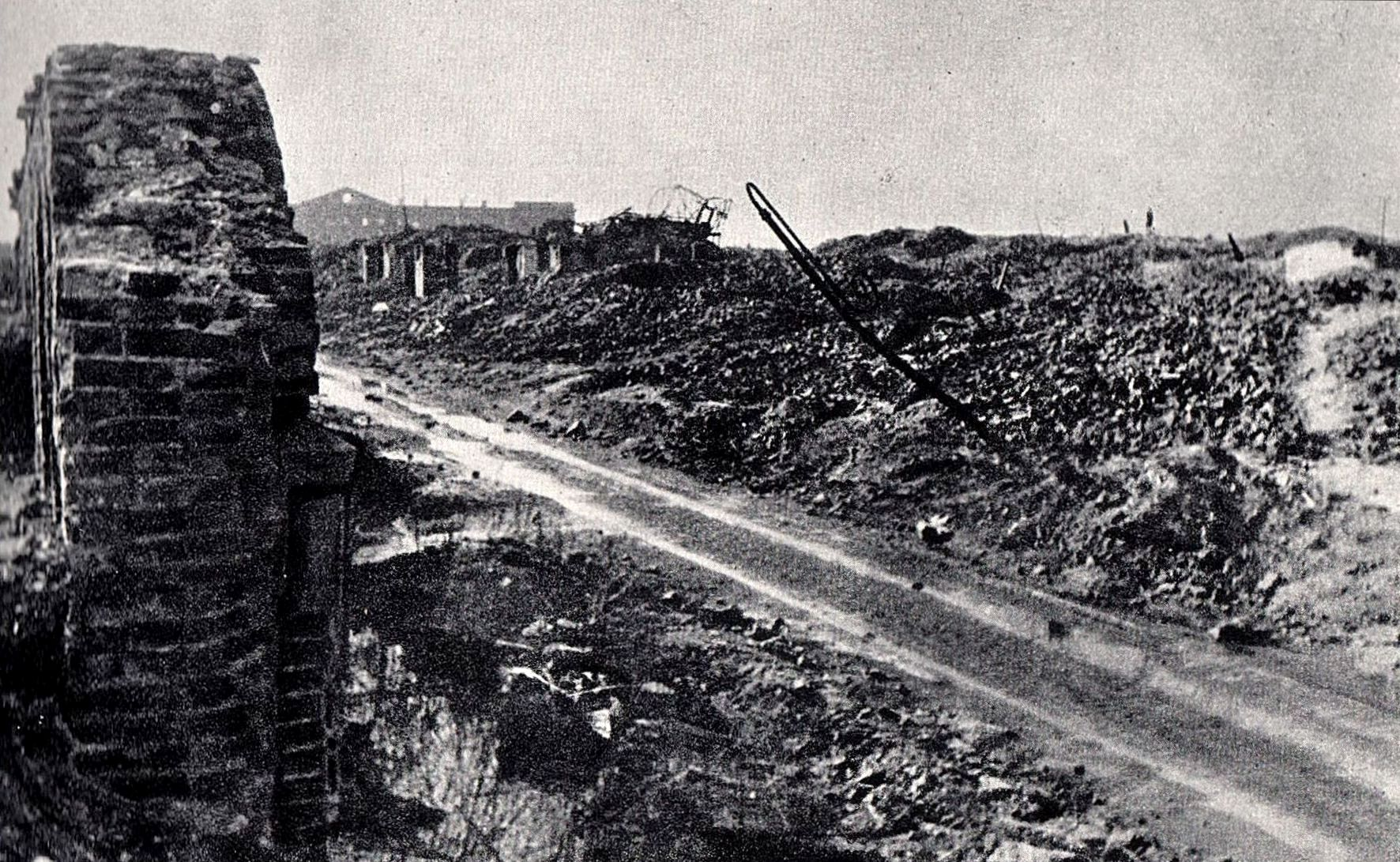
Ulica Gęsia po zakończeniu wojny. Zdjęcie wykonane z ruin kamienicy przy Gęsiej 1, widok w kierunku zachodnim. W oddali widoczny wypalony gmach dawnych Koszar Wołyńskich

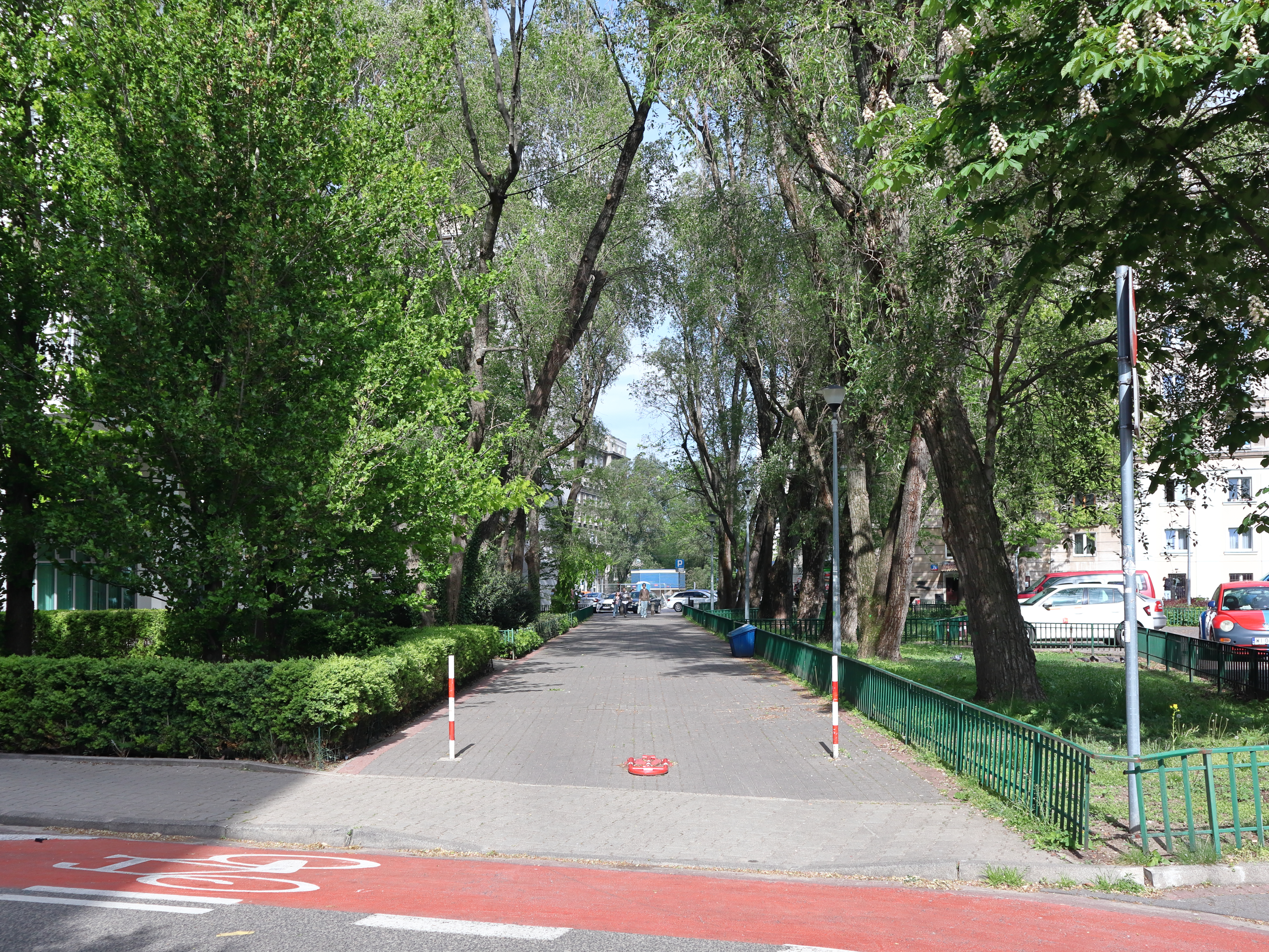
Ulica przy ulicy Nalewki (2025)

Ulica Gęsia – ulica w dzielnicy Śródmieście w Warszawie.
Przed II wojną światową zaczynała się przy ulicy Nalewki i biegła na południowy zachód do bramy cmentarza żydowskiego przy ulicy Okopowej. Współczesna ulica jest niewielkim fragmentem historycznego wschodniego odcinka ulicy Gęsiej.

## Historia
Dawna droga narolna. Pojawia się w średniowieczu jako droga Nowego Miasta prowadząca do pól uprawnych, stanowiąca przy tym przedłużenie późniejszej ul. Franciszkańskiej do Traktu Młocińskiego (obecnej ul. Zamenhofa). Kilkakrotnie przedłużana: w pierwszej połowie XVIII wieku do ul. Smoczej, po 1771 do ul. Okopowej.
Pierwszą zabudową parzystej strony ulicy były koszary Artylerii Koronnej wybudowane w latach 1785–1789 u zbiegu z ulicą Dziką (od 1930 ulica Zamenhofa) według projektu Stanisława Zawadzkiego, uzupełnione po roku 1794 o zespół drewnianych stajni Kawalerii Narodowej. Drugi narożnik owego skrzyżowania zajęła dopiero w połowie XIX wieku piekarnia wojskowa. Po stronie nieparzystej stały luźno rozrzucone dworki i niewielkie kamieniczki wznoszone od końca XVIII wieku.
Przy przedwojennej Gęsiej znajdowały się też fabryczki i zakłady przemysłowe: już po 1815 powstała Fabryka Rządowa Sukien Cienkich (Gęsia 30/40), w sąsiedztwie funkcjonowała Fabryka Świec Stearynowych (Gęsia 42). W roku 1826 wybudowano według projektu Antonia Corazziego budynek Szkoły Rabinów i Nauczycieli, od 1864 mieszczący Protogimnazjum Męskie. Wzniesiono równolegle zabudowania mieszkalne - wyłącznie dwupiętrowe kamieniczki o neorenesansowej ornamentyce i kilka zupełnie tandetnych domów mieszkalnych. Główny gmach Koszar Artylerii Koronnej w drugiej połowie XIX zamieniony na więzienie wojskowe. Poziom architektury zabudowań ul. Gęsiej poprawił się po roku 1900. Choć w okolicy ul. Okopowej nadal dominowała zabudowa drewniana, w dalszym biegu ulicy do roku 1914 wybudowano około 30 czynszowych kamieniczek.
14 września 1907 roku oddano do użytku linię tramwaju konnego na odcinku pomiędzy skrzyżowaniami z ulicami Nalewki i Dziką, zaś 5 listopada 1907 roku uruchomiono pętlę tramwajową wokół skweru przy zbiegu ulicy Dzikiej i Gęsiej, po wschodniej stronie gmachu dawnych Koszar Artylerii Koronnej, umożliwiającą zmianę kierunku jazdy bez przeprzęgania koni. Od 7 lipca 1908 roku linię tramwajową pomiędzy skrzyżowaniami z ulicami Nalewki i Dziką oraz pętlę przy zbiegu ulic Dzikiej i Gęsiej obsługiwały tramwaje elektryczne. 
5 maja 1917 roku w gmachu Koszar Artylerii Koronnej został zorganizowany Areszt Polowy, w którym kary pozbawienia wolności odbywali żołnierze Legionów Polskich. 2 sierpnia 1917 roku w Więzieniu Fortecznym Wojsk Polskich przy ulicy Dzikiej i Gęsiej w Warszawie przebywało 365 aresztantów. 
12 lutego 1920 roku oddano do użytku nowy odcinek linii tramwajowej pomiędzy skrzyżowaniami z ulicami Dziką i Smoczą z krańcem przy skrzyżowaniu z ulicą Smoczą, stanowiący przedłużenie dotychczasowej linii na zachód. 22 lipca 1923 roku kraniec ten został zlikwidowany, a linię tramwajową przedłużono dalej na zachód do skrzyżowania z ulicą Okopową przy Cmentarzu Żydowskim, gdzie zlokalizowano nowy kraniec. 5 listopada 1923 roku przebiegającą wzdłuż ulicy linię połączono z nowym odcinkiem torów tramwajowych wzdłuż ulicy Smoczej, wybudowanym na południe od skrzyżowania z ulicą Gęsią. 1 lipca 1935 roku torowisko tramwajowe wzdłuż ulicy Gęsiej zostało połączone z wybudowaną w 1929 roku linią wzdłuż ulicy Okopowej, wraz z jednoczesną likwidacją krańca przy cmentarzu żydowskim.
Zabudowa ulicy ucierpiała w czasie obrony Warszawy we wrześniu 1939.
16 listopada 1940 roku ulica znalazła się w całości w granicach getta. 26 listopada 1940 roku z ulicy wycofano linie tramwajowe przeznaczone dla ludności nieżydowskiej, trwale wyłączając z eksploatacji odcinek torowiska pomiędzy ulicami Smoczą i Okopową. Pozostały odcinek torowiska pomiędzy ulicami Nalewki i Smoczą był wykorzystywany przez oznaczone Gwiazdą Dawida tramwaje przeznaczone tylko dla Żydów do czasu rozpoczęcia wielkiej akcji deportacyjnej w lipcu 1942 roku.
W latach 1940–1942 w budynkach pod nr 24 mieścił się Areszt Centralny dla dzielnicy żydowskiej nazywany „Gęsiówką”, który następnie wraz z gmachem głównym (ul. Zamenhofa 19) został włączony do kompleksu obozu koncentracyjnego KL Warschau.
Dawna zabudowa ulicy uległa zniszczeniu w roku 1943, podczas i po powstaniu w getcie warszawskim. Ocalałe wypalone budynki „Gęsiówki“ rozebrano po 1960 roku.
Po II wojnie światowej po śladzie ulicy Gęsiej wytyczono nową ulicę, której 31 grudnia 1955 nadano nazwę dowódcy powstania w getcie warszawskim Mordechaja Anielewicza.
W styczniu 2025 Rada m. st. Warszawy przyjęła uchwałę nadającą nazwę Gęsia osiedlowej ulicy łączącej współczesne Nalewki z ulicą Andersa, pokrywającej się z fragmentem historycznego przebiegu ulicy Gęsiej.